# NGC 3608
NGC 3608 (również PGC 34433 lub UGC 6299) – galaktyka eliptyczna (E2), znajdująca się w gwiazdozbiorze Lwa. Odkrył ją William Herschel 14 marca 1784 roku. Jest to galaktyka z aktywnym jądrem typu LINER.